# Route nationale 419a
La route nationale 419a ou RN 419a était une route nationale française reliant Pfaffenhoffen à Brumath. À la suite de la réforme de 1972, elle a été déclassée en RD 419.

## Ancien tracé de Pfaffenhoffen à Brumath (D 419)
- Pfaffenhoffen
- Ringeldorf
- Morschwiller
- Huttendorf
- Hochstett
- Brumath